# 澳洲國立美術館
澳洲國立美術館（National Gallery of Australia），1967年由澳洲聯邦政府成立的公共美術館，位於澳洲首都特區坎培拉。1970年選定伯利·格里芬湖畔現址後，美術館於1982年完工並正式對外開放。美術館現有館藏16萬件，除了當代藝術和西洋藝術品外，也典藏了澳洲原住民的工藝創作。

## 外部連結
- 澳洲國立美術館 （页面存档备份，存于）

35°18′01″S 149°08′12″E / 35.3004°S 149.1368°E